# Такиноуэ
Такино́уэ (яп. 滝上町 Такиноуэ-тё:) — посёлок в Японии, находящийся в уезде Момбецу округа Охотск губернаторства Хоккайдо. Площадь посёлка составляет 766,89 км², население — 2879 человек (30 июня 2014), плотность населения — 3,75 чел./км².

## Географическое положение
Посёлок расположен на острове Хоккайдо в губернаторстве Хоккайдо. С ним граничат города Момбецу, Сибецу, посёлки Окоппе, Энгару, Симокава, Камикава и село Нисиокоппе.

## Население
Население посёлка составляет 2879 человек (30 июня 2014), а плотность — 3,75 чел./км². Изменение численности населения с 1980 по 2005 годы:
| 1980 | 5673 чел. |  |
| 1985 | 5026 чел. |  |
| 1990 | 4499 чел. |  |
| 1995 | 4084 чел. |  |
| 2000 | 3799 чел. |  |
| 2005 | 3366 чел. |  |

## Символика
Деревом посёлка считается сакура, цветком — Phlox subulata.